# Clyde Kusatsu
Clyde Kusatsu (Honolulu, 13 settembre 1948) è un attore statunitense, di origini giapponesi.

## Biografia
Ha frequentato l'Iolani School di Honolulu e la Northwestern University, dove ha studiato teatro laureandosi nel 1970.

### Vita privata
Dal 1976 è sposato con Gayle Kusatsu, da cui ha avuto due figli, Kevin e Andrew. Nel 1997 partecipa al film Paradise Road.

## Filmografia parziale

### Cinema
- La battaglia di Midway (Midway), regia di Jack Smight (1976)
- La zingara di Alex (Alex and the Gypsy), regia di John Korty (1976)
- I ragazzi del coro (The Choirboys), regia di Robert Aldrich (1977)
- Vittorie perdute (Go Tell the Spartans), regia di Ted Post (1978)
- Scusi, dov'è il West? (The Frisco Kid), regia di Robert Aldrich (1979)
- Meteor, regia di Ronald Neame (1979)
- California Dolls (...All the Marbles), regia di Robert Aldrich (1981)
- L'ultima sfida (The Challenge), regia di John Frankenheimer (1982)
- Cercando di uscire (Lookin' to Get Out), regia di Hal Ashby (1982)
- Un ponte di guai (Volunteers), regia di Nicholas Meyer (1985)
- Shanghai Surprise, regia di Jim Goddard (1986)
- Turner e il casinaro (Turner & Hooch), regia di Roger Spottiswoode (1989)
- Corso di anatomia (Gross Anatomy), regia di Thom Eberhardt (1989)
- Due nel mirino (Bird on a Wire), regia di John Badham (1990)
- Arma perfetta (The Perfect Weapon), regia di Mark DiSalle (1991)
- Dragon - La storia di Bruce Lee (Dragon: The Bruce Lee Story), regia di Rob Cohen (1993)
- Hot Shots! 2, regia di Jim Abrahams (1993)
- Made in America, regia di Richard Benjamin (1993)
- Nel centro del mirino (In the Line of Fire), regia di Wolfgang Petersen (1993)
- Sol levante (Rising Sun), regia di Philip Kaufman (1993)
- Incubo d'amore (Dream Lover), regia di Nicholas Kazan (1993)
- Il cane e il poliziotto (Top Dog), regia di Aaron Norris (1993)
- Spia e lascia spiare (Spy Hard), regia di Rick Friedberg (1996)
- Paradise Road, regia di Bruce Beresford (1997)
- Godzilla, regia di Roland Emmerich (1998)
- American Pie, regia di Paul Weitz (1999)
- Il dottor Dolittle 2 (Dr. Dolittle 2), regia di Steve Carr (2001) - voce
- Il delitto Fitzgerald (The United States of Leland), regia di Matthew Ryan Hoge (2003)
- Hollywood Homicide, regia di Ron Shelton (2003)
- Scatto mortale - Paparazzi (Paparazzi), regia di Paul Abascal (2004)
- The Interpreter, regia di Sydney Pollack (2005)
- Vizi di famiglia (Rumor Has It...), regia di Rob Reiner (2005)
- Harold & Kumar - Due amici in fuga (Harold & Kumar Escape from Guantanamo Bay), regia di Jon Hurwitz (2008)
- Una tata per Natale (A Nanny for Christmas), regia di Michael Feifer (2010)
- 47 Ronin, regia di Carl Rinsch (2013)

### Televisione
- Kung Fu - serie TV, 2 episodi (1973-1974)
- M*A*S*H - serie TV, 4 episodi (1973-1982)
- Tenafly - serie TV, un episodio (1974)
- Ironside - serie TV, 7x14 (1974)
- Get Christie Love! - serie TV, un episodio (1974)
- Mannix - serie TV, episodio 8x08 (1974)
- Harry O - serie TV, episodio 2x06 (1975)
- Ellery Queen - serie TV, episodio 2x11 (1975)
- Poliziotto di quartiere (The Blue Knight) - serie TV, un episodio (1975)
- Farewell to Manzanar, regia di John Korty (1976) - film TV
- I piloti di Spencer (Spencer's Pilots) - serie TV, episodio 1x08 (1976)
- Delvecchio - serie TV, un episodio (1976)
- Alice - serie TV, episodio 1x12 (1976)
- La squadriglia delle pecore nere (Baa Baa Black Sheep) - serie TV, un episodio (1976)
- Hawaii Squadra Cinque Zero (Hawaii Five-O) - serie TV, episodio 9x10 (1976)
- Arcibaldo (All in the Family) - serie TV, 3 episodi (1976-1978)
- Ai limiti dell'incredibile (Quinn Martin's Tales of the Unexpected) - serie TV, episodio 1x02 (1977)
- Agenzia Rockford (The Rockford Files) - serie TV, episodio 3x18 (1977)
- Quincy (Quincy, M.E.) - serie TV, 2 episodi (1977-1981)
- Lou Grant - serie TV, 2 episodi (1977-1982)
- Dr. Strange, regia di Philip DeGuere (1978) - film TV
- Taxi - serie TV, episodio 1x05 (1978)
- Supertrain - serie TV, un episodio (1979)
- Hello, Larry - serie TV, episodio 2x22 (1980)
- Aiuto, ho incontrato l'amore! (A Perfect Match) regia di Mel Damski (1980) - film TV
- Benson - serie TV, episodio 2x01 (1980)
- Magnum, P.I. - serie TV, 8 episodi (1980-1897)
- California (Knots Landing) - serie TV, 2 episodi (1981)
- Il principe delle stelle (The Powers of Matthew Star) - serie TV, un episodio (1982)
- L'uomo di Singapore (Bring 'Em Back Alive) - serie TV, 14 episodi (1982-1983)
- Simon & Simon - serie TV, 2 episodi (1982-1984)
- Appartamento in tre (We Got It Made) - serie TV, episodio 1x04 (1983)
- Webster - serie TV, episodio 1x08 (1983)
- Masquerade - serie TV, un episodio (1983)
- Velvet, regia di Richard Lang (1984) - film TV
- New York New York (Cagney & Lacey) - serie TV, episodio 4x07 (1984)
- Crazy Like a Fox - serie TV, episodi 1x01 (1984)
- Tre per tre (Three's a Crowd) - serie TV, episodio 1x14 (1985)
- Dallas - serie TV, episodio 8x17 (1985)
- T.J. Hooker - serie TV, episodio 4x14 (1985)
- Hunter - serie TV, episodio 2x02 (1985)
- MacGyver - serie TV, episodio 1x02 + un altro episodio (1985-1986)
- Mai dire sì (Remington Steele) - serie TV, episodio 4x11 (1986)
- Professione pericolo (The Fall Guy) - serie TV, episodio 5x12 (1986)
- Trapper John (Trapper John, M.D.) - serie TV, episodio 7x11 (1986)
- Alfred Hitchcock presenta (Alfred Hitchcock Presents) - serie TV, episodio 1x17 (1986)
- Intimate Encounters (1986) - film TV
- Together We Stand - serie TV, un episodio (1986)
- ALF - serie TV, episodio 1x09 (1986)
- Dynasty - serie TV, episodi 7x14-7x15 (1987)
- Shell Game - serie TV, un episodio (1987)
- L'ultimo cavaliere elettrico (Sidekicks) - serie TV, un episodio (1987)
- L.A. Law - Avvocati a Los Angeles (L.A. Law) - serie TV, episodio 1x20 (1987)
- Stingray - serie TV, un episodio (1987)
- Il giustiziere della strada (The Highwayman) - serie TV, un episodio (1987)
- L'albero delle mele (The Facts of Life) - serie TV, episodio 9x02 (1987)
- Laguna Heat, regia di Simon Langton (1987) - film TV
- Un corpo da gestire (Mistress), regia di Michael Tuchner - film TV
- Oltre la legge - L'informatore (Wiseguy) - serie TV, 3 episodi (1988)
- Vietnam addio (Tour of Duty) - serie TV, episodio 1x20 (1988)
- Casalingo Superpiù (Who's the Boss?) - serie TV, episodio 4x24 (1988)
- Run Till You Fall (1988) - film TV
- Murphy's Law -serie TV, un episodio (1988)
- In famiglia e con gli amici (Thirtysomething) - serie TV, episodio 2x03 (1988)
- Annie McGuire - serie TV, un episodio (1989)
- La famiglia Hogan (The Hogan Family) - serie TV, episodio 4x09 (1989)
- The Road Raiders (1989) - film TV
- Super Vicki (Small Wonder) - serie TV, episodio 3x26 (1989)
- Medico alle Hawaii (Island Son) - serie TV, 19 episodi (1989)
- Star Trek: The Next Generation - serie TV, 4 episodi (1989-1994)
- Revealing Evidence: Stalking the Honolulu Strangler (1989) - film TV
- Parker Lewis (Parker Lewis Can't Lose) - serie TV, episodio 1x01 (1990)
- La signora in giallo (Murder, She Wrote) - serie TV, episodio 6x12 (1990)
- In the Line of Duty: A Cop for the Killing (1990) - film TV
- Caro John (Dear John) - serie TV, episodio 3x17 (1991)
- Tutti al college (A Different World) - serie TV, episodio 4x18 (1991)
- And the Sea Will Tell (1991) - film TV
- Good & Evil - serie TV, un episodio (1991)
- 8 sotto un tetto (Family Matters) - serie TV, 3 episodi (1991-1994)
- Lies Before Kisses, regia di Lou Antonio (1991) - film TV
- Jailbirds (1991) - film TV
- Baby of the Bride, regia di Bill Bixby (1991) - film TV
- Civil Wars - serie TV, un episodio (1992)
- Raven - serie TV, un episodio (1992)
- Quattro donne in carriera (Designing Women) - serie TV, episodio 7x10 (1992)
- The Streets of Beverly Hills (1992) - film TV
- Beverly Hills 90210 (Beverly Hills, 90210) - serie TV, 2 episodi (1992-1999)
- Class of '96 - serie TV, un episodio (1993)
- Sirens - serie TV, un episodio (1993)
- Guerra al virus (And the Band Played On), regia di Roger Spottiswoode (1993) - film TV
- Lois & Clark - Le nuove avventure di Superman (Lois & Clark: The New Adventures of Superman) - serie TV, episodi 1x01-1x02 (1993)
- Le avventure di Brisco County Jr. (The Adventures of Brisco County, Jr.) - serie TV, un episodio (1994)
- Deconstructing Sarah (1994) - film TV
- Walker Texas Ranger - Riunione mortale (Walker Texas Ranger 3: Deadly Reunion), regia di Michael Preece - film TV (1994)
- All-American Girl - serie TV, 18 episodi (1994)
- Walker Texas Ranger - serie TV, 2 episodi (1994, 1997)
- Ellen - serie TV, episodio 2x21 (1995)
- Marker - serie TV, un episodio (1995)
- The Wayans Bros. - serie TV, episodio 1x13 (1995)
- Favorite Deadly Sins, regia di David Jablin e Denis Leary (1995) - film TV
- Maybe This Time - serie TV, un episodio (1996)
- Murder One - serie TV, episodio 2x02 (1996)
- Il tocco di un angelo (Touched by an Angel) - serie TV, episodio 3x15 (1997)
- Cinque in famiglia (Party of Five) - serie TV, episodio 4x02 (1997)
- Total Security - serie TV, un episodio (1997)
- City Guys - serie TV, 2 episodi (1997)
- Babylon 5: Thirdspace, regia di Jesús Salvador Trevino (1998) - film TV
- The Net - serie TV, un episodio (1998)
- Buddy Faro - serie TV, un episodio (1998)
- Chicago Hope - serie TV, un episodio (1998)
- Maggie - serie TV, un episodio (1998)
- The Practice - Professione avvocati (The Practice) - serie TV, 2 episodi (1998, 2002)
- Rude Awakening - serie TV, episodio 2x10 (1999)
- Dharma & Greg - serie TV, episodio 3x01 (1999)
- Da un giorno all'altro (Any Day Now) - serie TV, episodio 2x07 (1999)
- Mr. Chapel (Vengeance Unlimited) - serie TV, episodio 1x15 (1999)
- Tris di cuori (For Your Love) - serie TV, episodio 3x09 (1999)
- Providence - serie TV, 2 episodi (1999, 2002)
- West Wing - Tutti gli uomini del Presidente (The West Wing) - serie TV, episodio 1x11 (2000)
- Jarod il camaleonte (The Pretender) - serie TV, episodio 4x14 (2000)
- Ally McBeal - serie TV, 2 episodi (2000)
- Malcolm (Malcolm in the Middle) - serie TV, episodio 2x01 (2000)
- American Tragedy, regia di Lawrence Schiller (2000) - film TV
- JAG - Avvocati in divisa (JAG) - serie TV, 2 episodi (2000)
- The Division - serie TV, un episodio (2001)
- Citizen Baines - serie TV, 2 episodi (2001)
- In tribunale con Lynn (Family Law) - serie TV, 2 episodi (2001)
- Samurai Jack - serie animtata, 3 episodi (2001, 2003)
- Even Stevens - serie TV, episodio 3x12 (2002)
- Il tempo della nostra vita (Days of Our Lives) - soap opera, un episodio (2003)
- Nip/Tuck - serie TV, episodio 1x10 (2003)
- The Lyon's Den - serie TV, un episodio (2003)
- One on One - serie TV, un episodio (2003)
- Everwood - serie TV, episodio 2x21 (2004)
- The Librarian - Alla ricerca della lancia perduta (The Librarian: Quest of the Spear), regia di Peter Winther (2004) - film TV
- Still Standing . serie TV, 3 episodi (2004, 2006)
- The Closer - serie TV, episodio 1x01 (2005)
- Squadra Med - Il coraggio delle donne (Strong Medicine) - serie TV, 6x16 (2005)
- Numb3rs - serie TV, episodio 2x10 (2005)
- Streghe (Charmed) - serie TV, episodio 8x14 (2006)
- Detective Monk (Monk) - serie TV, episodio 4x16 (2006)
- Shark - Giustizia a tutti i costi (Shark) - serie TV, episodio 1x07 (2006)
- Boston Legal - serie TV, 2 episodi (2006)
- Febbre d'amore (The Young and the Restless) - soap opera, 27 episodi (2006-2021)
- Pandemic - Il virus della marea (Pandemic), regia di Armand Mastroianni (2007) - film TV
- E.R. - Medici in prima linea (ER) - serie TV, episodio 13x15 (2007)
- Fugly (2007) - film TV
- Chuck - serie TV, episodio 2x05 (2008)
- Dollhouse - serie TV, episodio 2x04 (2009)
- NCIS - Unità anticrimine (NCIS) - serie TV, episodi 7x03-14x10 (2009-2016)
- Law & Order: LA - serie TV, 2 episodi (2010-2011)
- Beautiful (The Bold and the Beautiful) - soap opera, 4 episodi (2010, 2012)
- $#*! My Dad Says - serie TV, episodio 1x13 (2011)
- Hawaii Five-0 - serie TV, episodio 1x18 (2011)
- Fairly Legal - serie TV, episodio 1x09 (2011)
- New Girl - serie TV, episodio 1x11 (2012)
- Ben and Kate - serie TV, un episodio (2013)
- Franklin & Bash - serie TV, episodio 3x08 (2013)
- Aiutami Hope! (Raising Hope) - serie TV, episodio 4x02 (2013)
- General Hospital - soap opera, un episodio (2015)
- The Grinder - serie TV, episodio 1x08 (2015)
- Dr. Ken - serie TV, 2 episodi (2015, 2016)
- 24: Legacy - serie TV, episodio 1x01 (2016)
- Doubt - L'arte del dubbio (Doubt) - serie TV, episodio 1x02 (2017)
- Madam Secretary - serie TV, episodio 3x16 (2017)
- Dice - serie TV, un episodio (2017)
- Designated Survivor - serie TV, episodio 2x14 (2018)
- The Cool Kids - serie TV, episodio 1x07 (2018)
- Il tempo della nostra vita (Days of Our Lives) - soap opera, (2019, 2022-2023, 2025-in corso)
- Non ho mai... (Never Have I Ever) - serie TV, 2 episodi (2021)
- La vera casa dei Loud (The Really Loud House) - serie TV, un episodio (2022)
- A Man on the Inside - serie TV, 6 episodi (2024)

## Doppiaggio
- Jem (Jem and the Holograms) - serie animata, un episodio (1985)
- I Puffi (The Smurfs) - serie animata, un episodio (1989)
- Captain Planet e i Planeteers (Captain Planet and the Planeteers) - serie animata, 3 episodi (1991-1992)
- Principe Valiant (The Legend of Prince Valiant) - serie animata, 3 episodi (1992)
- Mighty Max - serie animata, un episodio (1993)
- Swat Kats (SWAT Kats: The Radical Squadron) - serie animata, un episodio (1994)
- I Fantastici Quattro (Fantastic Four) - serie animata, 4 episodi (1994-1995)
- Phantom 2040 - serie animata, un episodio (1995)
- I misteri di Silvestro e Titti (The Sylvester & Tweety Mysteries) - serie animata, 2 episodi (1995, 1999)
- Gargoyles - Il risveglio degli eroi (Gargoyles) - serie animata, 2 episodi (1996)
- Mighty Ducks - serie animata, un episodio (1996)
- Le avventure di Jonny Quest (The Real Adventures of Jonny Quest) - serie animata, 4 episodi (1996, 1997)
- Bruno the Kid - serie animata, 2 episodi (1997)
- Mignolo e Prof (Pinky and the Brain) - serie animata, un episodio (1997)
- Extreme Ghostbusters - serie animata, 2 episodi (1997)
- Adventures from the Book of Virtues - serie animata, un episodio (1998)
- Superman (Superman: The Animated Series) - serie animata, un episodio (1998)
- Stressed Eric - serie animata, un episodio (1998)
- Histeria! - serie animata, 2 episodi (1998)
- Godzilla: The Series - serie animata, un episodio (1998)
- Mickey Mouse Works - serie animata, un episodio (1998)
- Batman of the Future (Batman Beyond) - serie animata, 4 episodi (1999, 2000)
- I Rugrats (Rugrats) - serie animata, un episodio (2000)
- Pepper Ann - serie animata, un episodio (2000)
- Buzz Lightyear da Comando Stellare (Buzz Lightyear of Star Command) - serie animata, 2 episodi (2000)
- Max Steel - serie animata, un episodio (2001)
- La famiglia della giungla (The Wild Thornberrys) - serie animata, un episodio (2001)
- Le tenebrose avventure di Billy e Mandy (The Grim Adventures of Billy & Mandy) - serie animata, 3 episodi (2001)
- Le avventure di Jackie Chan (Jackie Chan Adventures) - serie animata, un episodio (2001)
- Heavy Gear - serie animata, 5 episodi (2001)
- Justice League - serie animata, un episodio (2001)
- House of Mouse - Il Topoclub (Disney's House of Mouse) - serie animata, 1 episodio (2001)
- Dan Dare: Pilot of the Future - serie animata, 3 episodi (2002)
- Le nuove avventure di Scooby-Doo (What's New, Scooby-Doo?) - serie animata, un episodio (2003)
- Lilo & Stitch - serie animata, 7 episodi (2003-2005)
- Kim Possible - La sfida finale (Kim Possible Movie: So the Drama), regia di Steve Loter (2004) - film TV
- Avatar - La leggenda di Aang (Avatar: The Last Airbender) - serie animata, 4 episodi (2005)
- Maya & Miguel - serie animata, un episodio (2006)
- Hellboy - La spada maledetta (Hellboy: Sword of Storms), regia di Phil Weinstein e Tad Stones (2006) - film TV
- Eloise: The Animated Series - serie animata, 4 episodi (2006, 2007)
- Curioso come George - serie animata, 9 episodi (2006, 2021)
- Action Man Atom (A.T.O.M.) - serie animata, 2 episodi (2007)
- The Spectacular Spider-Man - serie animata, un episodio (2008)
- Barnyard - Ritorno al cortile (Back at the Barnyard) - serie animata, un episodio (2009)
- The Secret Saturdays - serie animata, un episodio (2009)
- Curioso come George: Sorpresa a Natale (Curious George: A Very Monkey Christmas), regia di Scott Heming, Cathy Malkasian e Jeff McGrath (2009) - film TV
- I pinguini di Madagascar (The Penguins of Madagascar) - serie animata, 2 episodi (2011, 2015)
- La leggenda di Korra (The Legend of Korra) - serie animata, un episodio (2012)
- Scooby-Doo! Mystery Incorporated - serie animata, un episodio (2012)
- Major Lazer - serie animata, un episodio (2015)
- Be Cool, Scooby-Doo! - serie animata, un episodio (2017)
- The Lion Guard - serie animata, un episodio (2019)

## Doppiatori italiani
Nelle versioni in italiano delle opere in cui ha recitato, Clyde Kusatsu è stato doppiato da:
- Vittorio Stagni in Un ponte di guai, Malcolm
- Gianfranco Bellini in Star Trek: The Next Generation (ep. 2x09), Incubo d'amore
- Luigi Ferraro in NCIS - Unità anticrimine (ep. 14x10), A Man on the Inside
- Massimo Giuliani in Ellery Queen
- Claudio De Davide ne La battaglia di Midway
- Silvio Anselmo ne L'ultima sfida
- Dante Biagioni in Star Trek: The Next Generation (ep. 7x06)
- Roberto Del Giudice in Star Trek: The Next Generation (ep. 7x25)
- Gil Baroni in Due nel mirino
- Mino Caprio ne La signora in giallo
- Lucio Saccone ne Il segreto del mare
- Giorgio Lopez in Made in America
- Stefano Mondini in Nel centro del mirino
- Claudio Fattoretto in Paradise Road
- Guido Ruberto in Ally McBeal
- Marco Mete in American Pie
- Mario Brusa in Nip/Tuck
- Roberto Stocchi in The Closer
- Pieraldo Ferrante in Detective Monk
- Sergio Di Giulio in Streghe
- Vladimiro Conti in NCIS - Unità anticrimine (ep. 7x03)
- Marco Pagani in Harold & Kumar - Due amici in fuga
- Edoardo Nevola in Hawaii Five-0
- Giorgio Locuratolo in Ben and Kate
- Manfredi Aliquò in Madam Secretary
- Raffaele Palmieri in Non ho mai...
- Andrea De Nisco ne La vera casa dei Loud